# Lijst van werken van Paulus Potter
Dit is een lijst met (meestal gesigneerde) schilderijen van Paulus Potter waarvan de authenticiteit vaststaat. Omdat er veel kopieën en imitaties van zijn werk in omloop zijn en Paulus Potter zelf soms ook routineuze variaties op zijn eigen composities maakte, is het niet precies bekend hoeveel schilderijen bewaard zijn gebleven. Het totale aantal wordt geschat op bijna honderd. Deze lijst bevat tachtig schilderijen plus acht werken die verloren zijn gegaan of waarvan de verblijfplaats onbekend is.
| Afbeelding | Titel | Jaar            | h x b (cm)  | Locatie |
| ---------- | --- | --------------- | ----------- | --- |
|            | Christus en de Samaritaanse vrouw                                                                                        | 1641            | 105 x 147   | Verblijfplaats onbekend |
|            | God verschijnt aan Abraham te Sichem                                                                                     | 1642            | 96,2 x 130  | Privéverzameling (verzameling Mr. en Mrs. William S. Reid, Verenigde Staten)                                                                                     |
|            | De kuswedstrijd | 1642            | 156 x 110   | Privéverzameling (Château d'Uriage, Frankrijk) |
|            | Musicerende herder en herderin met kudde                                                                                 | ca. 1642-1643   | 67 x 114,5  | Boedapest, Szépmüvészeti Múzeum |
|            | Landschap met vee en melkmeid                                                                                            | 1643            | 35,8 x 49,7 | Parijs, Institut Néerlandais, collectie Frits Lugt |
|            | Vier runderen bij een hek                                                                                                | 1644            | 40 x 37     | Kassel, Gemäldegalerie Alte Meister |
|            | De vlucht naar Egypte | 1644            | 47 x 63     | Privéverzameling |
|            | Landschap met koeien en geiten                                                                                           | ca. 1645 ?      | 57 x 93     | München, Alte Pinakothek |
|            | Een herdershut | 1645            | 24,7 x 32   | Amsterdam, Rijksmuseum |
|            | Landschap met twee koeien                                                                                                | ca. 1645 ?      |             | Privéverzameling (Sotheby's 2010) |
|            | Landschap met vee en een melkmeid                                                                                        | 1646            | 50,8 x 64,8 | Privéverzameling (Engeland) |
|            | Drie runderen in een weide                                                                                               | 1646            | 25,3 x 30,2 | Bazel, Kunstmuseum |
|            | Boerenfamilie met vee | 1646            | 37,1 x 29,5 | München, Alte Pinakothek |
|            | Landschap met varkens die schuilen voor een storm                                                                        | 1646            | 29 x 24     | Aurora Trust, Engeland |
|            | De melkmeid | 1646            | 38 x 50     | Londen, Wallace Collection |
|            | Een jonge herder met koeien                                                                                              | 1647            |             | Warschau, Nationaal Museum |
|            | Runderen in een weide | 1647            |             | Privéverzameling (Christie's New York, 2001) |
|            | Runderen en schapen in een stormachtig landschap                                                                         | 1647            | 46,3 x 37,8 | Londen, National Gallery, Salting Bequest |
|            | De stier | 1647            | 235,5 x 339 | Den Haag, Mauritshuis |
|            | Jonge stier in een landschap                                                                                             | 1647            |             | Privéverzameling (Dickinson Gallery, London & New York) |
|            | Twee koeien en een stier                                                                                                 | 1647            | 48,5 x 37   | Chicago, Art Institute of Chicago |
|            | Boerderij bij Den Haag [afbeelding is gespiegeld]                                                                        | 1647            | 39,7 x 50,2 | Chester, The Duke of Winchester, Eaton Hall |
|            | Voorjaarslandschap met ezels en geiten: "Het konijnenhol"                                                                | 1647            | 39,5 x 36   | Boston, Museum of Fine Arts; Rose-Marie and Eijk van Otterloo Collection; Yale University Art Gallery                                                            |
|            | Paardenstal met figuren                                                                                                  | 1647            | 44,3 x 37,5 | Philadelphia Museum of Art, William L. Elkins Collection |
|            | Koeien op weg naar de weide                                                                                              | 1647            | 38,5 x 50   | Salzburg, Residenzgalerie |
|            | Vrouw die een emmer schoonmaakt                                                                                          | 1647            | 42 x 37     | Verblijfplaats onbekend |
|            | Twee varkens in een stal                                                                                                 | 1647            | 56,5 x 51,5 | Brussel, Koninklijke Musea voor Schone Kunsten van België |
|            | De hoefsmid | 1648            | 48,3 x 45,7 | Washington, National Gallery of Art, Widener Collection |
|            | "Het spiegelende koetje"                                                                                                 | 1648            | 43,4 x 61,3 | Den Haag, Mauritshuis |
|            | De zwijnenjacht | 1648            | 163 x 205   | Enkhuizen, stadhuis |
|            | Drie koeien | 1648            | 23 x 29     | Montpellier, Musée Fabre |
|            | Boer met zijn kudde | 1648            | 50 x 74     | Kassel, Gemäldegalerie Alte Meister |
|            | De melkmeid | 1648            | 38 x 49,5   | Schwerin, Staatliches Museum |
|            | Herders met hun kudde | 1648            | 37,5 x 42,5 | Londen, Wallace Collection |
|            | Twee koeien op een heuvel                                                                                                | 1648            | 20 x 29     | Kopenhagen, Statens Museum for Kunst |
|            | Twee koeien en een geit                                                                                                  | 1649            |             | Privéverzameling (Sotheby's, 1996) |
|            | Het boerenerf: "De pissende koe"                                                                                         | 1649            | 81 x 115,5  | Sint-Petersburg, Hermitage |
|            | Panterbonte hengst | 1649            | 28,2 x 24   | Schwerin, Staatliches Museum |
|            | Twee varkens in een stal                                                                                                 | 1649            | 31 x 44     | Houston, Museum of Fine Arts |
|            | Twee paarden en een varken voor een boerderij (later door Potter gebruikt als basis voor een ets)                        | 1649            | 23,7 x 25,4 | Privéverzameling (Christie's 2005; Johnny Van Haeften 2007-2009)                                                                                                 |
|            | Twee trekpaarden bij een boerderij                                                                                       | 1649            | 23,5 x 25,5 | Parijs, Musée du Louvre |
|            | Twee paarden bij een hek                                                                                                 | 1649            | 23,5 x 30   | Amsterdam, Rijksmuseum |
|            | De berenjacht | 1649            | 305 x 338   | Amsterdam, Rijksmuseum, bruikleen aan Galerij Prins Willem V, Den Haag                                                                                           |
|            | Honden in een interieur                                                                                                  | 1649            | 115 x 147   | Privéverzameling |
|            | Vee bij een schaapskooi                                                                                                  | 1649            | 35,5 x 48,2 | Manchester, City Art Gallery |
|            | Twee koeien en schapen in een weide                                                                                      | 1649            | 27,5 x 36,9 | Schwerin, Staatliches Museum |
|            | Stier en twee koeien in een weide                                                                                        | 1649            | 70,5 x 63,5 | Londen, H.M. The Queen, Buckingham Palace |
|            | De stier | 1649            | 23 x 29     | Berlijn, Gemäldegalerie |
|            | De jonge dief | 1649            | 54,6 x 77,4 | Londen, H.M. The Queen, Buckingham Palace |
|            | Landschap met vee en rustende figuren                                                                                    | 1650            | 34,5 x 40   | Verblijfplaats onbekend |
|            | De Koekamp bij het Haagse Bos                                                                                            | 1650            | 40 x 38     | Parijs, Musée du Louvre |
|            | Zwijn en herten in een landschap: "Avondstemming"                                                                        | 1650            | 28,7 x 28,3 | Londen, verzameling W. baron van Dedem |
|            | Orpheus en de dieren | 1650            | 67 x 89     | Amsterdam, Rijksmuseum |
|            | Het leven van de jager                                                                                                   | ca. 1650        | 84,5 x 120  | Sint-Petersburg, Hermitage |
|            | De wolfshond | ca. 1650-1652 ? | 96,5 x 132  | Sint-Petersburg, Hermitage |
|            | Rode os in een landschap                                                                                                 | ca. 1650        | 21,8 x 28,4 | Sint-Petersburg, Hermitage |
|            | Ruiter op een bruin paard                                                                                                | 1650            | 30,5 x 41,5 | Rotterdam, Museum Boijmans Van Beuningen |
|            | De witte stier (verloren gegaan in 1864; de afbeelding is een 18e-eeuwse prent van Louis Masquelier naar het schilderij) | 1650            |             | Rotterdam, voorheen Museum Boijmans (in 1864 verloren gegaan bij de brand van het toenmalige museum in het Schielandshuis); verblijfplaats prent: Teylers Museum |
|            | Ruiter bij een herberg                                                                                                   | 1650            | 29 x 40     | Schwerin, Staatliches Museum |
|            | De rust voor de herberg                                                                                                  | 1650            | 43,6 x 37   | Schwerin, Staatliches Museum |
|            | Jagers bij een herberg                                                                                                   | 1650            | 53,6 x 41   | Moskou, Poesjkinmuseum |
|            | Jagers bij een herberg                                                                                                   | 1651            | 52,7 x 43,8 | Londen, H.M. The Queen, Windsor Castle |
|            | Jonge melkmeid met koeien voor een schuur                                                                                | 1651            | 40270       | Sint-Petersburg, Hermitage |
|            | Landbouwer in de mist | 1651            | 270913      | Schwerin, Staatliches Museum |
|            | Vee bij een boerderij | 1651            | 258119      | Londen, National Gallery |
|            | Herders met hun vee | 1651            | 81 x 97,5   | Amsterdam, Rijksmuseum |
|            | Vee in een weide | 1651            | 25 x 30     | Amsterdam, Rijksmuseum |
|            | Vee in een weide | 1652            | 35,8 x 46,9 | Den Haag, Mauritshuis |
|            | Vee in een weide | 1652            | 84 x 121    | Parijs, Musée du Louvre |
|            | Vee in een weide | 1652            | 37,5 x 56   | Privéverzameling |
|            | Rustend vee in een weide                                                                                                 | 1652            | 35,5 x 46,5 | Dresden, Staatliche Kunstsammlungen |
|            | Staande koe en ander vee                                                                                                 | 1652            | 30 x 35     | Madrid, Museo del Prado |
|            | Het vertrek voor de jacht                                                                                                | 1652            | 60 x 76     | Berlijn, Gemäldegalerie |
|            | Landschap met veedrijver en een kudde stieren of De ossendrift (verloren gegaan in 1945)                                 | 1652            | 214134      | Dresden, voorheen Gemäldegalerie Alte Meister |
|            | Herder met vee | 1652            |             | Privéverzameling (Sotheby's 2016) |
|            | Drie koeien in een weide                                                                                                 | 1652            |             | Verblijfplaats onbekend (voorheen verzameling Marcus Kappel, Berlijn)                                                                                            |
|            | Landschap met vee bij een watermolen                                                                                     | 1653            | 57367       | Privéverzameling (Sotheby's Londen, 1998) |
|            | Patrijshond in een landschap                                                                                             | 1653            | 22095       | Amsterdam, Rijksmuseum (sinds 1885 in bruikleen van Stad Amsterdam, legaat Adriaan van der Hoop)                                                                 |
|            | Boerenfamilie met vee | 1653            | 32 x 27     | Verblijfplaats onbekend (voorheen verzameling hertog van Arendberg, Brussel)                                                                                     |
|            | Panterbonte hengst | 1653            | 30 x 41     | Parijs, Musée du Louvre |
|            | Vee in een weide bij onweer                                                                                              | 1653            | 38,9 x 34,4 | Londen, Wallace Collection |
|            | Panterbonte hengst | ca. 1653        | 49,5 x 45   | Malibu, Californië, The J. Paul Getty Museum |
|            | "De paarden van de stadhouder" (verloren gegaan in 1906)                                                                 | 1653            | 27,5 x 31,3 | San Francisco (voorheen verzameling W.H. Crocker, verloren gegaan bij de aardbeving van 1906)                                                                    |
|            | Vechtende ossen in een weide                                                                                             | 1653            | 28,5 x 33   | Privéverzameling |
|            | Koeien in een weide bij een boerderij                                                                                    | 1653            | 58 x 66,5   | Amsterdam, Rijksmuseum |
|            | De valkenjacht | 1653            | 56 x 65     | Privéverzameling (Marquess of Tavistock and the Trustees of the Bedford Estates, Woburn Abbey, Woburn, Bedfordshire)                                             |
|            | Ruiterportret van Dirk Tulp                                                                                              | 1653            | 310 x 274   | Amsterdam, Collectie Six |
|            | Het grijze paard | 1653            | 155 x 199   | Hamburg, Kunsthalle |